# Charlotte Nüsser
Charlotte Nüsser (Lebensdaten unbekannt) ist eine ehemalige deutsche Fußballspielerin.

## Karriere
Nüsser gehörte dem Bonner SC als Mittelfeldspielerin an, mit dem sie gemeinsam auch mit Beverly Ranger am 15. Juni 1975 im Sportpark des Bonner Stadtteils Pennenfeld im Stadtbezirk Bad Godesberg das zweite ausgetragene Finale um die Deutsche Meisterschaft – nach zweimaligen Rückstand – mit 4:2 gegen den FC Bayern München gewann. Mit ihren beiden entscheidenden Toren zum 3:2 in der 48. und zum 4:2 in der 59. Minute sicherte sie ihrem Verein den einzigen Titel in der Vereinsgeschichte. Gemeinsam mit ihrer Schwester Christa wechselte sie zum SC 07 Bad Neuenahr, kam jedoch nicht im 1978er-Finale um die Deutsche Meisterschaft zum Einsatz.

## Erfolge
- Deutscher Meister 1975